# Biton philbyi
Espèce
Biton philbyi est une espèce de solifuges de la famille des Daesiidae.

## Distribution
Cette espèce est endémique d'Arabie saoudite.

## Publication originale
- Lawrence, 1954 : Some Solifugae in the collection of the British Museum (Natural History). Proceedings of the Zoological Society of London, vol. 124, no , p. 111-124.